# Marijana Ricl
Marijana Ricl (* 25. Februar 1955 in Belgrad) ist eine serbische Althistorikerin und Epigraphikerin.
Marijana Ricl studierte an der Universität Belgrad (Bachelor 1977, Magister 1982, Promotion 1990). An der Universität Belgrad wurde sie auch Professorin für Alte Geschichte.
Ihr Forschungsgebiet ist die Epigraphik des westlichen Kleinasiens.

## Veröffentlichungen (Auswahl)
- The inscriptions of Alexandreia Troas (= Inschriften griechischer Städte aus Kleinasien. Bd. 53). Habelt, Bonn 1997, ISBN 3-7749-2791-X.
- Inscriptiones Graecae Volumen X. Pars II. Inscriptiones Macedoniae. Sectio 1: Inscriptiones Lyncestidis, Heracleae, Pelagoniae, Derriopi, Lychnidi, edd. Fanula Papazoglu, Milena Milin, Marijana Ricl, adiuvante Klaus Hallof. De Gruyter, Berlin 1999, ISBN 3-11-016489-2.
- New inscriptions from the Kaystros River (Küçük Menderes) valley. Belgrad / Novi Sad 2020, ISBN 978-86-6427-139-4.